# Bệnh viện Đa khoa Y học cổ truyền Hà Nội
Bệnh viện đa khoa y học cổ truyền Hà Nội là bệnh viện chuyên khoa hạng II, bệnh viện chuyên khoa đầu ngành Y học cổ truyền, đơn vị sự nghiệp trực thuộc Sở Y Tế Hà Nội.
Trong những năm qua, dưới sự lãnh đạo của Đảng bộ, Ban Giám đốc, Bệnh viện Đa khoa Y học cổ truyền Hà Nội đã hoàn thành tốt nhiệm vụ được giao. Đến nay, Bệnh viện Đa khoa YHCT Hà Nội là một trong mô hình đầu tiên của cả nước là bệnh viện đa khoa kết hợp Y học hiện đại và y học cổ truyền, số lượng bệnh nhân đến khám và điều trị ngày càng tăng. Chất lượng chuyên môn và chất lượng dịch vụ ngày càng đảm bảo, trở thành địa chỉ tin cậy cho nhân dân Thủ Đô. Hiện tại, trung bình mỗi ngày Bệnh viện khám và điều trị ngoại trú cho gần 500 bệnh nhân ngoại trú và trên 350 bệnh nhân nằm điều trị nội trú kết hợp điều trị YHHĐ và YHCT ở tất cả các khoa, phẫu thuật sản khoa và ngoại khoa trung bình 6-10 bệnh nhân trong ngày.

## Lịch sử

### Thành lập
Bệnh viện Đa khoa Y học cổ truyền Hà Nội được hình thành theo quyết định số 58/QĐ-UBND ngày 28 tháng 10 năm 1998 của Ủy ban nhân dân Thành phố Hà Nội trên cơ sở sát nhập hai bệnh viện:
- Bệnh viện Y học Dân tộc Hà Nội (tiền thân là Bệnh viện Hữu Nghị) ra đời tháng 10/1963 trên cơ sở hợp nhất Nhà Thương Khách (của Hoa Kiều) với Phòng Đông Y Thống Nhất, có địa chỉ số nhà 17 phố Hòe Nhai, quận Ba Đình, Hà Nội. Đông y Hòe Nhai đã trở thành thương hiệu của Bệnh Viện với mỗi người dân Thủ Đô.
- Bệnh viện Thăng Long (trước là Bệnh viện Từ Liêm) ra đời tháng 1/1998, số 8 đường Phạm Hùng, Cầu Giấy, Hà Nội.

### Qua trình phát triển
Được sự giúp đỡ của các cấp Ủy đảng, chính quyền thành phố Hà Nội từ ngày thành lập đến nay Bệnh viện Đa khoa Y học cổ truyền Hà Nội ngày càng phát triển và lớn mạnh. Từ một cơ sở điều trị chỉ có phòng khám bệnh và khu điều trị nội trú với 63 cán bộ công nhân viên và 40 giường bệnh đến nay Bệnh viện đã phát triển cả về chất lượng và số lượng với 261 cán bộ và 250 giường.
Từ khi sát nhập hai bệnh viện đến nay, Bệnh viện Đa khoa Y học cổ truyền Hà Nội đã chuyển sang một giai đoạn mới. Với mục tiêu xây dựng mô hình " Bệnh viện đa khoa về y học cổ truyền" theo quyết định 222/2003/QĐ-TTg ngày 3/11/2003 của Thủ tướng Chính phủ về phê duyệt chính sách quốc gia về y, dược học cổ truyền đến năm 2010, đến nay bệnh viện đã trở thành một bệnh viện đa khoa về y học cổ truyền hoàn chỉnh.

### Định hướng phát triển
Bệnh viện đang được nâng cấp thành bệnh viện hạng I để đáp ứng nhu cầu khám chữa bệnh bằng y học cổ truyền kết hợp với y học hiện đại. Hướng tới tương lai bệnh viện sẽ xây dựng Bệnh viện Đa Khoa Y học cổ truyền với 400 giường bệnh, xây dựng mũi nhọn điều trị ở các khoa, triển khai thêm một số khoa phòng (Ung Bướu, điều trị ngoài da và thẩm mỹ...) kết hợp giữa hai nền y học hiện đại và y học cổ truyền đáp ứng được nhu cầu chăm sóc sức khỏe của nhân dân.

## Quy mô
Hiện nay, Bệnh viện đa khoa y học cổ truyền Hà Nội có 320 giường bệnh, 303 cán bộ công nhân viên, có 22 khoa phòng và 4 Tổ công tác bao gồm:
- 12 khoa lâm sàng: Phòng khám đa khoa, Hồi sức chống độc, Lão, Nhi, Châm cứu, Phục hồi chức năng, Ngũ quan, Nội tổng hợp, Sản, Ngoại, Phòng mổ, Dinh dưỡng, Phòng khám A
- 4 khoa cận lâm sàng: Khoa Xét nghiệm, Dược, Kiểm soát nhiễm khuẩn, Chẩn đoán hình ảnh.
- 5 phòng chức năng: Phòng Tổ chức cán bộ, Phòng Kế hoạch tổng hợp, Phòng Đào tạo- Nghiên cứu khoa học - Chỉ đạo tuyến, Phòng Điều dưỡng và Phòng Tài chính kế toán.
- 4 tổ chức năng: Tổ Quản lý chất lượng, tổ Công nghệ thông tin, tổ Truyền thông, Tổ công tác xã hội.

## Ban lãnh đạo
- Giám đốc Bệnh viện: Thầy thuốc ưu tú, Tiến sĩ Trần Quốc Hùng (22/3/2018-đến nay)
- Phó Giám đốc Bệnh viện: Tiến sĩ Nguyễn Thị Thu Hằng (22/3/2018-đến nay)

## Thành tích nổi bật
- Huân chương Lao động hạng Nhất (2003)[2], hạng Nhì (1998) và hạng Ba (1993)[3]